# Ronde van België 2013
De 83e editie van de Ronde van België vond in 2013 plaats van 22 mei tot en met 26 mei. De start was in Lochristi, de finish in Banneux. De ronde maakte deel uit van de UCI Europe Tour 2013, in de categorie 2.HC. De wedstrijd werd voor de tweede keer op wij gewonnen door de Duitse tijdritspecialist Tony Martin.

## Etappe-overzicht
| etappe | datum  | start         | finish        | afstand     | winnaar           | klassementsleider |
| ------ | ------ | ------------- | ------------- | ----------- | ----------------- | ----------------- |
| 1e     | 22 mei | Lochristi     | Knokke-Heist  | 194,2 km    | André Greipel     | André Greipel     |
| 2e     | 23 mei | Knokke-Heist  | Ninove        | 181 km      | André Greipel     | André Greipel     |
| 3e     | 24 mei | Beveren       | Beveren       | 15 km (ITT) | Tony Martin       | Tony Martin       |
| 4e     | 25 mei | l'Eau d'Heure | l'Eau d'Heure | 164,3 km    | Maksim Iglinski   | Tony Martin       |
| 5e     | 26 mei | Banneux       | Banneux       | 175,6 km    | Luis León Sánchez | Tony Martin       |

## Eindklassementen

### Algemeen klassement
| Plaats    | Naam               | Ploeg                   | Tijd      |
| --------- | ------------------ | ----------------------- | --------- |
| Rode trui | Tony Martin        | Omega Pharma-Quick-Step | 17u28'32" |
| 2         | Luis León Sánchez  | Belkin Pro Cycling Team | + 36"     |
| 3         | Philippe Gilbert   | BMC Racing Team         | + 51"     |
| 4         | Andreas Klöden     | RadioShack Leopard      | + 1' 18"  |
| 5         | Tom Dumoulin       | Argos-Shimano           | + 1' 30"  |
| 6         | Francesco Gavazzi  | Astana                  | + 1' 36"  |
| 7         | Kristof Vandewalle | Omega Pharma-Quick-Step | + 1' 43"  |
| 8         | Jürgen Roelandts   | Lotto-Belisol           | + 1' 44"  |
| 9         | Niki Terpstra      | Omega Pharma-Quick-Step | + 1' 49"  |
| 10        | Aleksej Tsatevitsj | Katjoesja               | + 2' 04"  |

### Puntenklassement
| Plaats      | Naam             | Ploeg           | Punten |
| ----------- | ---------------- | --------------- | ------ |
| Blauwe trui | André Greipel    | Lotto-Belisol   | 85     |
| 2           | Philippe Gilbert | BMC Racing Team | 83     |
| 3           | Danny van Poppel | Vacansoleil-DCM | 63     |

### Bergklassement
| Plaats      | Naam              | Ploeg           | Punten |
| ----------- | ----------------- | --------------- | ------ |
| Groene trui | Johnny Hoogerland | Vacansoleil-DCM | 34     |
| 2           | Michail Ignatiev  | Katjoesja       | 27     |
| 3           | Greg Van Avermaet | BMC Racing Team | 18     |

### Jongerenklassement
| Plaats     | Naam               | Ploeg                  | Tijd      |
| ---------- | ------------------ | ---------------------- | --------- |
| Witte trui | Tom Dumoulin       | Argos-Shimano          | 17u30'02" |
| 2          | Aleksej Tsatevitsj | Katjoesja              | + 34"     |
| 3          | Gijs Van Hoecke    | Topsport Vlaanderen-B. | + 1' 56"  |

### Strijdlustklassement
| Plaats      | Naam               | Ploeg                  | Punten |
| ----------- | ------------------ | ---------------------- | ------ |
| Zwarte trui | Laurens De Vreese  | Topsport Vlaanderen-B. | 56     |
| 2           | Stijn Steels       | Crelan-Euphony         | 41     |
| 3           | Sébastien Delfosse | Crelan-Euphony         | 39     |

### Ploegenklassement
| Plaats | Ploeg                   | Tijd      |
| ------ | ----------------------- | --------- |
|        | Omega Pharma-Quick-Step | 52u29'09" |
| 2      | RadioShack Leopard      | + 2' 26"  |
| 3      | Katjoesja               | + 4' 49"  |

Mannen:
1908 · 1909 · 1910 · 1911 · 1912 · 1913 · 1914 · 1915-1918 · 1920 · 1921 · 1922 · 1923 · 1924 · 1925 · 1926 · 1927 · 1928 · 1929 · 1930 · 1931 · 1932 · 1933 · 1934 · 1935 · 1936 · 1937 · 1938 · 1939 · 1940-1944 · 1945 · 1946 · 1947 · 1948 · 1949 · 1950 · 1951 · 1952 · 1953 · 1954 · 1955 · 1956 · 1957 · 1958 · 1959 · 1960 · 1961 · 1962 · 1963 · 1964 · 1965 · 1966 · 1967 · 1968 · 1969 · 1970 · 1971 · 1972 · 1973 · 1974 · 1975 · 1976 · 1977 · 1978 · 1979 · 1980 · 1981 · 1982-1983 · 1984 · 1985 · 1986 · 1987 · 1988 · 1989 · 1990 · 1991-2001 · 2002 · 2003 · 2004 · 2005 · 2006 · 2007 · 2008 · 2009 · 2010 · 2011 · 2012 · 2013 · 2014 · 2015 · 2016 · 2017 · 2018 · 2019 · 2020 · 2021 · 2022 · 2023 · 2024
Vrouwen:
2012 ·
2013 · 2014 · 2015 · 2016 · 2017 · 2018 · 2019 · 2020 · 2021 · 2022 · 2023
Etappewedstrijden

 Ster van Bessèges · 
 Ronde van de Middellandse Zee · 
 Ruta del Sol · 
 Ronde van de Algarve · 
 Ronde van de Haut-Var · 
 Driedaagse van West-Vlaanderen · 
 Internationale Wielerweek · 
 Internationaal Wegcriterium · 
 Driedaagse van De Panne-Koksijde · 
 Ronde van de Sarthe · 
 Ronde van Trentino · 
 Ronde van Turkije · 
 Ronde van Asturië · 
 Vierdaagse van Duinkerke · 
 Ronde van Azerbeidzjan · 
 Szlakiem Grodòw Piastowskich · 
 Ronde van Castilië en León · 
 Ronde van Picardië · 
 Ronde van Noorwegen · 
 World Ports Classic · 
 Ronde van Beieren · 
 Ronde van België · 
 Tour des Fjords · 
 Ronde van Estland · 
 Ronde van Luxemburg · 
 Boucles de la Mayenne · 
 Ster ZLM Toer · 
 Ronde van Slovenië · 
 Route du Sud · 
 Ronde van Oostenrijk · 
 Sibiu Cycling Tour · 
 Ronde van Wallonië · 
 Ronde van Portugal · 
 Ronde van Denemarken · 
 Ronde van de Ain · 
 Ronde van Burgos · 
 Arctic Race of Norway · 
 Ronde van de Limousin · 
 Ronde van Poitou-Charentes · 
 Wielerweek van Lombardije · 
 Ronde van Groot-Brittannië · 
 Ronde van Gévaudan Languedoc-Roussillon · 
 Eurométropole Tour
Eendaagse wedstrijden

 GP La Marseillaise · 
 Grote Prijs van de Etruskische Kust · 
 Trofeo Palma · 
 Trofeo Ses Salines · 
 Trofeo Serra de Tramuntana · 
 Trofeo Platja de Muro · 
 Trofeo Laigueglia · 
 Ronde van Murcia · 
 Omloop Het Nieuwsblad · 
 Classic Sud Ardèche · 
 GP Lugano · 
 Clásica de Almería · 
 Kuurne-Brussel-Kuurne · 
 La Drôme Classic · 
 Le Samyn · 
 GP Città di Camaiore · 
 Strade Bianche · 
 Roma Maxima · 
 Ronde van Drenthe · 
 Dwars door Drenthe · 
 Nokere Koerse · 
 GP Nobili Rubinetterie · 
 Handzame Classic · 
 Classic Loire-Atlantique · 
 Grote Prijs van Cholet-Pays de Loire · 
 Dwars door Vlaanderen · 
 Route Adélie de Vitré · 
 Volta Limburg Classic · 
 Grote Prijs Miguel Indurain · 
 Ronde van La Rioja · 
 Scheldeprijs · 
 GP Pino Cerami · 
 Klasika Primavera · 
 Parijs-Camembert · 
 Brabantse Pijl · 
 GP Denain · 
 Ronde van de Finistère · 
 Tro Bro Léon · 
 Ronde van Keulen · 
 La Roue Tourangelle · 
 Rund um den Finanzplatz Eschborn-Frankfurt · 
 Ronde van de Somme · 
 ProRace Berlin · 
 Grote Prijs van Plumelec · 
 Boucles de l'Aulne · 
 Ronde van Zeeland Seaports · 
 Trofeo Melinda · 
 GP Kanton Aargau · 
 Ronde van Limburg · 
 Ronde van de Apennijnen · 
 Halle-Ingooigem · 
 Trofeo Matteotti · 
 Prueba Villafranca de Ordizia · 
 GP Industria & Artigianato-Larciano · 
 Ronde van Toscane · 
 Circuito de Getxo · 
 Polynormande · 
 RideLondon Classic · 
 GP Stad Zottegem · 
 Dutch Food Valley Classic · 
 Châteauroux Classic de l'Indre · 
 Druivenkoers Overijse · 
 Ronde van Veneto · 
 Schaal Sels · 
 Memorial Rik Van Steenbergen · 
 Brussels Cycling Classic · 
 GP Fourmies · 
 Ronde van de Doubs · 
 GP Jef Scherens · 
 Coppa Bernocchi · 
 Coppa Agostoni · 
 GP van Wallonië · 
 Ronde van de Drie Valleien · 
 Kampioenschap van Vlaanderen · 
 Memorial Marco Pantani · 
 Grote Prijs Impanis-Van Petegem · 
 GP van Isbergues · 
 GP Industria & Commercio di Prato · 
 Omloop van het Houtland · 
 Duo Normand · 
 Milaan-Turijn · 
 Ronde van Piëmont · 
 Ronde van het Münsterland · 
 Pro Cycling Marathon · 
 Ronde van de Vendée · 
 Memorial Frank Vandenbroucke · 
 Coppa Sabatini · 
 Parijs-Bourges · 
 Ronde van Emilia · 
 GP Beghelli · 
 Parijs-Tours · 
 Nationale Sluitingsprijs · 
 Ronde van Romagna · 
 Chrono des Nations